# Dasyhelea canariensis
Dasyhelea canariensis is een muggensoort uit de familie van de knutten (Ceratopogonidae). De wetenschappelijke naam van de soort is voor het eerst geldig gepubliceerd in 1918 door Santos Abreu.